# Governo Cioloș
Il governo Cioloș è stato il diciannovesimo esecutivo della Repubblica di Romania dopo la rivoluzione romena del 1989, il quarto della VII legislatura. Successe al governo Ponta IV e fu il primo governo tecnico nella storia della Romania post-comunista.

## Cronologia del mandato

### Incarico
Dopo il grave incendio alla discoteca Colectiv di Bucarest del 30 ottobre 2015, che costò la vita di 64 persone, avvenne una serie di manifestazioni di piazza spontanee, che culminarono nella richiesta delle dimissioni del sindaco del Settore 4 di Bucarest Cristian Popescu Piedone (eletto nelle liste dell'UNPR) e del primo ministro Victor Ponta, nonché del Partito Social Democratico (PSD) che, pur coinvolto in una serie di scandali di corruzione, guidava la maggioranza di governo. Il 4 novembre 2015 il premier presentò le dimissioni che misero fine al governo Ponta IV. Il presidente della repubblica Klaus Iohannis nominò come nuovo primo ministro ad interim Sorin Cîmpeanu in attesa della formazione di un nuovo esecutivo.
Intenzionato ad indirizzare il paese verso un governo tecnico vista la crisi di fiducia percepita dall'elettorato nei confronti dei partiti politici rumeni, il 10 novembre 2015 Iohannis incaricò l'ex Commissario europeo per l'agricoltura e lo sviluppo rurale Dacian Cioloș di formare il governo. Il 15 novembre Cioloș presentò una lista di 21 ministri, che non includeva nessun elemento legato direttamente ad un partito (nonostante la funzione di vice ministro attribuita a Vasile Dîncu, già ministro sotto il governo di Adrian Năstase ed elemento gradito al PSD).

### Nomina dei ministri ed investitura
Due delle nomine proposte dal premier designato, Andrei Baciu alla salute e Cristina Guseth alla giustizia, furono ritirate prima dell'investitura, visto anche il parere espresso dalle commissioni parlamentari, nonché dell'opinione pubblica. Dopo la nomina di Baciu circolarono sui social network delle foto riferite alla sua passata carriera da modello che lo ritraevano in biancheria intima e che non piacquero all'opinione pubblica. Sebbene la commissione parlamentare incaricata di giudicarne l'idoneità avesse espresso parere positivo su Gureth, nonostante un'udienza reputata poco soddisfacente visto il ruolo cui era candidata, fu lo stesso Dacian Cioloș a preferire il ritiro della nomina.
Nella giornata del 17 novembre Cioloș aggiornò la lista con i nomi di Patriciu Achimaș-Cadariu (già direttore dell'istituto di oncologia di Cluj-Napoca) per la salute e di Raluca Prună per la giustizia (preferita all'ex direttore dell'Istituto nazionale di magistratura Mihai Selegean).
Il governo fu sottoposto al voto di investitura da parte del parlamento il 17 novembre 2015, ricevendo 389 voti favorevoli e 115 voti contrari (più 2 voti nulli) e prestò giuramento nella sera della stessa giornata.

#### Critiche alle nomine della squadra di governo
L'ex primo ministro Călin Popescu Tăriceanu, segretario del partito dell'Alleanza dei Liberali e dei Democratici (ALDE), tra i pochi a non appoggiare l'investitura di Cioloș, criticò la scelta di Iohannis di favorire la formazione di un governo tecnico, affermando che «La tecnocrazia uccide la democrazia. L'instaurazione di un governo presidenziale segna il passaggio a un regime politico che svuota di contenuto la democrazia rappresentativa, a un regime politico che oltrepassa i principi costituzionali, che mette in pericolo i diritti e le libertà dei cittadini, i valori democratici e lo stato di diritto e che, soprattutto, trasformerà il parlamento in una forma indefinita».

### Prime modifiche al consiglio dei ministri
A cinque mesi dal voto di investitura vi furono le prime dimissioni di un componente del governo. Il 14 aprile 2016 il ministro del lavoro Claudia Ana Costea prese la decisione di abbandonare l'esecutivo a causa di problemi legati all'elaborazione di un'ordinanza sulla salarizzazione dei dipendenti pubblici proposta dal governo e in quel momento in discussione in parlamento. Il 18 aprile 2016 fu nominato nuovo ministro del lavoro Dragoș Pâslaru, già consigliere politico-economico del primo ministro.
A causa delle perlessità espresse dal presidente della repubblica Iohannis riguardanti la gestione del ministero dei fondi europei, in data 27 aprile 2016 Cioloș chiese ed ottenne le dimissioni del titolare di tale ministero, Aura Răducu. Nella stessa giornata fu nominato suo successore Cristian Ghinea.
Sempre nella stessa primavera, il 3 maggio 2016, il primo ministro accettò le dimissioni del ministro della cultura Vlad Alexandrescu, come risultato delle incomprensioni tra il ministero e gli artisti dell'Opera Nazionale Romena, che contestavano le nomine alla direzione del teatro. Il 4 maggio prese il suo posto Corina Șuteu.
Il 9 maggio 2016, in seguito allo scoppio di uno scandalo riguardante la presunta inefficacia dei prodotti disinfettanti utilizzati negli ospedali pubblici del paese, il ministro della salute Patriciu Achimaș-Cadariu presentò le proprie dimissioni, accettate dal capo del governo. Il 20 maggio 2016 la conduzione del ministero fu affidata al consulente finanziario Vlad Voiculescu, già direttore del gabinetto del ministro delle finanze Anca Paliu Dragu.

### Rimpasto del luglio 2016
In una conferenza stampa indetta per il 5 luglio 2016, il premier Dacian Cioloș comunicò che per sua decisione, poiché desideroso di accelerare il percorso le riforme, si sarebbe proceduti ad un rimpasto, con il ritiro di quattro ministri: Adrian Curaj (istruzione), Marius Bostan (comunicazioni), Dan Costescu (trasporti) e Dan Stoenescu (romeni nel mondo). Al loro posto furono nominati rispettivamente Mircea Dumitru (istruzione), Sorin Bușe (trasporti), Maria Ligor (romeni nel mondo) e Dragoș Tudorache come ministro delle comunicazioni ad interim (il 10 agosto 2016 fu ufficializzata la nomina di Delia Popescu). Il primo ministro precisò che:
(Dacian Cioloș)

### Modifiche al consiglio dei ministri nella parte finale di mandato
Il 1º settembre 2016 il ministro degli interni Petre Tobă fu coinvolto in un'inchiesta penale che lo costrinse a dare le dimissioni. La Direzione nazionale anticorruzione (DNA) aprì un fascicolo nei suoi confronti, accusandolo di aver nascosto agli inquirenti prove che testimoniavano l'utilizzo improprio di fondi gestiti dai servizi segreti del ministero degli interni, il DIPI. I procuratori sottolineavano che Tobă avesse ostacolato le indagini volte a chiarire come erano state utilizzate delle sovvenzioni che sarebbero dovute servire a finanziare delle azioni operative ma che, probabilmente, erano state destinate ad altri scopi (tra i quali regali e spese personali dell'ex ministro Gabriel Oprea) e per cui 18 ufficiali del DIPI erano già stati posti sotto accusa. Il 6 settembre 2016 l'incarico di ministro degli interni fu assunto da Dragoș Tudorache, già ministro delle comunicazioni ad interim e capo della cancelleria del primo ministro, nonché uomo di fiducia del premier Dacian Cioloș.
Il 26 ottobre 2016 il ministro dei fondi europei Cristian Ghinea, a capo del dicastero dal mese di aprile, decise di lasciare il governo per motivazioni politiche. Ghinea espresse il desiderio di candidarsi alle imminenti elezioni legislative del dicembre 2016 nelle liste della nuova formazione politica Unione Salva Romania (USR) fondata da Nicușor Dan, partito che rivendicava un rinnovamento della classe politica rumena a cui si era già unito anche l'ex ministro della cultura del governo Cioloș Vlad Alexandrescu. Con la defezione di Ghinea, il 27 ottobre 2016 Dragoș-Cristian Dinu fu nominato nuovo ministro al suo posto, divenendo il terzo titolare del ministero dei fondi europei nel giro di 11 mesi.

### Fine mandato
Nell'ottobre 2016 Cioloș pubblicò la Piattaforma Romania 100, petizione di adesione ad un documento programmatico basato sui valori di onestà, correttezza ed integrità, riguardante l'agenda politica del futuro governo che sarebbe uscito vincitore alle elezioni di dicembre. Contestualmente Cioloș confermò che non avrebbe partecipato alla corsa elettorale, ma si augurava che il suo programma fosse accolto da altri partiti politici. Tra i firmatari della petizione vi furono i partiti di centro e centro-destra Unione Salva Romania (USR) e Partito Nazionale Liberale (PNL) che, in dicembre, ricevettero l'appoggio dichiarato da parte del premier uscente, che invitò l'elettorato a votare per l'uno o per l'altro.
Dopo lo svolgimento delle elezioni legislative del dicembre 2016 nelle quali il PSD era risultato il primo partito, il governo tecnico presieduto da Cioloș fu sostituito dal governo Grindeanu, sostenuto da una maggioranza di centro-sinistra costituita da PSD e Alleanza dei Liberali e dei Democratici (ALDE). Il nuovo esecutivo assunse le funzioni di governo il 4 gennaio 2017.

## Appoggio parlamentare e composizione
Il governo Cioloș fu un governo tecnico costituito solamente da ministri indipendenti senza affiliazione politica. Si trattò del primo governo tecnico della Romania dopo la caduta del regime comunista nel 1989. Fu sostenuto, seppur senza partecipazione diretta all'esecutivo, dalla maggior parte delle forze politiche: Partito Social Democratico (PSD), Partito Nazionale Liberale (PNL), Unione Democratica Magiara di Romania (UDMR), Unione Nazionale per il Progresso della Romania (UNPR) e dai partiti rappresentanti le minoranze etniche in seno al parlamento.
| Carica | Titolare                                                      | Titolare                                         | Partito      |
| --- | ------------------------------------------------------------- | ------------------------------------------------ | ------------ |
| Primo ministro                                                                                             |                                                               | Dacian Cioloș                                    | Indipendente |
| Vice Primo ministro; Ministro dello sviluppo regionale, della pubblica amministrazione e dei fondi europei |                                                               | Vasile Dîncu                                     | Indipendente |
| Vice Primo Ministro; Ministro dell'economia, del commercio e dei rapporti con le imprese                   |                                                               | Costin Borc                                      | Indipendente |
| Ministro degli affari interni                                                                              |                                                               | Petre Tobă (fino al 1º settembre 2016)           | Indipendente |
| Ministro degli affari interni                                                                              | Dragoș Tudorache (dal 6 settembre 2016)                       |                                                  | Indipendente |
| Ministro delle finanze pubbliche                                                                           |                                                               | Anca Paliu Dragu                                 | Indipendente |
| Ministro dell'agricoltura e dello sviluppo rurale                                                          |                                                               | Achim Irimescu                                   | Indipendente |
| Ministro degli affari esteri                                                                               |                                                               | Lazăr Comănescu                                  | Indipendente |
| Ministro della difesa nazionale                                                                            |                                                               | Mihnea Motoc                                     | Indipendente |
| Ministro della giustizia                                                                                   |                                                               | Raluca Prună                                     | Indipendente |
| Ministro dell'ambiente, delle acque e delle foreste                                                        |                                                               | Cristiana Pașca-Palmer                           | Indipendente |
| Ministro delle comunicazioni e della società dell'informazione                                             |                                                               | Marius Raul Bostan (fino al 5 luglio 2016)       | Indipendente |
| Ministro delle comunicazioni e della società dell'informazione                                             | Dragoș Tudorache (ad interim; dal 5 luglio al 10 agosto 2016) |                                                  | Indipendente |
| Ministro delle comunicazioni e della società dell'informazione                                             | Delia Popescu (dal 10 agosto 2016)                            |                                                  | Indipendente |
| Ministro della salute                                                                                      |                                                               | Patriciu Achimaș-Cadariu (fino al 9 maggio 2016) | Indipendente |
| Ministro della salute                                                                                      | Dacian Cioloș (ad interim; dal 9 maggio al 20 maggio 2016)    |                                                  | Indipendente |
| Ministro della salute                                                                                      | Vlad Voiculescu (dal 20 maggio 2016)                          |                                                  | Indipendente |
| Ministro dell'educazione nazionale e della ricerca scientifica                                             |                                                               | Adrian Curaj (fino al 5 luglio 2016)             | Indipendente |
| Ministro dell'educazione nazionale e della ricerca scientifica                                             | Mircea Dumitru (dal 7 luglio 2016)                            |                                                  | Indipendente |
| Ministro del lavoro, della famiglia, della protezione sociale e degli anziani                              |                                                               | Claudia Ana Costea (fino al 14 aprile 2016)      | Indipendente |
| Ministro del lavoro, della famiglia, della protezione sociale e degli anziani                              | Dragoș Pâslaru (dal 18 aprile 2016)                           |                                                  | Indipendente |
| Ministro dei fondi europei                                                                                 |                                                               | Aura Carmen Răducu (dal 18 aprile 2016)          | Indipendente |
| Ministro dei fondi europei                                                                                 | Cristian Ghinea (dal 27 aprile al 26 ottobre 2016)            |                                                  | Indipendente |
| Ministro dei fondi europei                                                                                 | Dragoș Cristian Dinu (dal 26 ottobre 2016)                    |                                                  | Indipendente |
| Ministro dei trasporti                                                                                     |                                                               | Dan Marian Costescu (fino al 5 luglio 2016)      | Indipendente |
| Ministro dei trasporti                                                                                     | Sorin Bușe (dal 7 luglio 2016)                                |                                                  | Indipendente |
| Ministro della cultura                                                                                     |                                                               | Vlad Alexandrescu (fino al 3 maggio 2016)        | Indipendente |
| Ministro della cultura                                                                                     | Corina Șuteu (dal 3 maggio 2016)                              |                                                  | Indipendente |
| Ministro della gioventù e dello sport                                                                      |                                                               | Elisabeta Lipă                                   | Indipendente |
| Ministro dell'energia                                                                                      |                                                               | Victor Grigorescu                                | Indipendente |
| Ministro con delega alle consultazioni pubbliche e al dialogo sociale                                      |                                                               | Violeta Alexandru                                | Indipendente |
| Ministro con delega ai romeni nel mondo                                                                    |                                                               | Dan Stoenescu (fino al 5 luglio 2016)            | Indipendente |
| Ministro con delega ai romeni nel mondo                                                                    | Maria Ligor (dal 7 luglio 2016)                               |                                                  | Indipendente |
| Ministro con delega ai rapporti con il parlamento                                                          |                                                               | Ciprian Bucur                                    | Indipendente |

## Programma di governo
Il 16 novembre 2015 Cioloș diffuse pubblicamente il proprio programma di governo che si poneva tra gli obiettivi:
- L'organizzazione delle elezioni parlamentari in Romania del 2016
- Il consolidamento dei parametri macro-economici
- La creazione delle basi per la riforma della pubblica amministrazione
- Una particolare attenzione al miglioramento della gestione di fondi concessi dall'Unione europea
- La prioritizzazione degli investimenti infrastrutturali
- Una maggiore trasparenza in materia di pubblica amministrazione e del processo legislativo per i cittadini
- Il sostegno all'indipendenza della magistratura e la lotta alla corruzione
- In politica estera, la definizione di una strategia di negoziazione in caso di Brexit (che si verificò il 23 giugno 2016) e il rafforzamento del partenariato con gli Stati Uniti d'America

## Bilancio del mandato
In 13 mesi di governo l'esecutivo conseguì soprattutto l'obiettivo di rendere più trasparente la gestione delle amministrazioni pubbliche (tutte le istituzioni e le aziende statali furono obbligate per legge a rendere pubblici i dati su spese, entrate, contratti e procedure di acquisto) e a snellire parzialmente la burocrazia (eliminando alcuni documenti e incoraggiando l'utilizzo di piattaforme online nei rapporti tra cittadino e pubblica amministrazione).
Nel campo della riforma della pubblica amministrazione fu elaborato un programma di strategia per la formazione e la valutazione del personale pubblico, ma questo non fu applicato a causa della mancanza di appoggio politico in parlamento. Allo stesso modo non fu possibile approdare alla definizione di una legge armonica sui salari di tutti i dipendenti delle amministrazioni pubbliche. Il governo, comunque, cercò di eliminare le discrepanze fra i salari attraverso altri strumenti (gli stipendi dei dipendenti nel settore della sanità crebbero del 15% e nell'istruzione del 10%).
In base agli indicatori macroeconomici, nel 2016 la Romania fu la prima economia dell'Unione europea per livello di crescita (5,2% sul primo semestre, 4,9% sui primi nove mesi) e mantenne il rapporto deficit/PIL sotto i parametri del 2,8% stabiliti dalla Commissione europea.
A fine mandato il tasso di disoccupazione scese al 4,77% (il più basso dal 2012), con circa 100.000 disoccupati in meno rispetto a novembre 2015. Il numero degli occupati crebbe del 3,4% (pari a 154.000 unità), registrando, altresì, un aumento medio dei redditi lordi del 12,9%.
Il governo ridusse al 9% l'imposta sul valore aggiunto sulle materie prime necessarie per il lavoro agricolo ed eliminò l'imposta sui redditi nel settore della ricerca scientifica.
Furono lanciate misure per combattere la povertà e garantire l'accesso al'istruzione e alla sanità anche a bambini e anziani che vivevano sotto la soglia di povertà.
Dal punto di vista infrastrutturale il paese ottenne un finanziamento europeo di 180 milioni di euro per la realizzazione di 528 km di rete di gasdotto nel quadro della condotta BRUA (Bulgaria-Romania-Ungheria-Austria). Nel periodo di riferimento gli investimenti stranieri crebbero dell'11,2% (con un valore di 3,14 miliardi di euro), specialmente nei settori dell'industria automobilistica e della tecnologia.
Per quanto riguarda i rapporti con le istituzioni europee, nei primi nove mesi del 2016 la Romania ricevette 6,3 miliardi di euro per progetti finanziati dall'Unione Europea. Inoltre, il governo avviò i preparativi per la gestione del semestre di presidenza del Consiglio europeo prevista per il primo semestre del 2019 ed intensificò i rapporti con le istituzioni europee in vista di una potenziale adesione allo spazio Schengen.